# FK Sloboda Tuzla
Fudbalski klub Sloboda Tuzla je fotbalový klub z města Tuzla v Bosně a Hercegovině, účastník nejvyšší domácí soutěže. Hraje na stadionu Tušanj s kapacitou 7200 míst. Fanoušci si říkají Fukare, klubové barvy jsou červená a černá.

## Historie
Sloboda má tradici levicového a multietnického klubu. Vznikla v roce 1919 pod názvem RSD Gorki podle spisovatele Maxima Gorkého, členem vedení byl pozdější hrdina protifašistického odboje Mitar Trifunović. V roce 1924 byl klub rozpuštěn v důsledku zákona proti komunistickým aktivitám, v roce 1927 obnovil činnost pod názvem Sloboda. Poprvé postoupil do jugoslávské nejvyšší soutěže v roce 1959, ale hned sestoupil. Další účast v sezóně 1962/63 také skončila okamžitým sestupem, ale od roku 1969 hrála Sloboda první ligu nepřetržitě až do rozpadu Jugoslávie. Nejlepším výsledkem bylo třetí místo v roce 1977, kterým se poprvé kvalifikovala do evropských pohárů. Tým byl také finalistou jugoslávského poháru v roce 1971 a vyhrál skupinu Interpoháru v roce 1983.
V letech 1994 až 2000 hrála Sloboda První ligu Bosny a Hercegoviny, v níž účinkovaly pouze kluby z muslimské části země. V roce 1996 obsadila třetí místo. Po ukončení občanské války byla v roce 2000 vytvořena celostátní Premijer liga; Sloboda byla jejím zakládajícím členem a hraje v ní dosud s výjimkou let 2012 až 2014, které strávila v druhé lize. V roce 2016 se stala vicemistrem země. Je také šestinásobným finalistou poháru (1995, 1996, 2000, 2008, 2009 a 2016).

## Účast v evropských pohárech
| Ročník  | Soutěž             | Kolo        | Klub                | Doma | Venku | Celkem               |
| ------- | ------------------ | ----------- | ------------------- | ---- | ----- | -------------------- |
| 1977/78 | Pohár UEFA         | 1. kolo     | UD Las Palmas       | 4:3  | 0:5   | 4:8                  |
| 2003    | Pohár Intertoto    | 1. kolo     | KA Akureyri         | 1:1  | 1:1   | 2:2 (3:2 na penalty) |
|         |                    | 2. kolo     | Lierse SK           | 1:0  | 1:5   | 2:5                  |
| 2004    | Pohár Intertoto    | 1. kolo     | NK Celje            | 1:0  | 1:2   | 2:2                  |
|         |                    | 2. kolo     | FC Spartak Trnava   | 0:1  | 1:2   | 1:3                  |
| 2016/17 | Evropská liga UEFA | 1. předkolo | Bejtar Jeruzalém FC | 0:0  | 0:1   | 0:1                  |